# Magnetawan
Magnetawan to gmina (ang. township) w Kanadzie, w prowincji Ontario, w dystrykcie Parry Sound.
Powierzchnia Magnetawan to 523,07 km².
Według danych spisu powszechnego z roku 2001 Magnetawan liczy 1342 mieszkańców (2,57 os./km²).